# Secale cereale
La segale (Secale cereale L., 1753), nota anche come segala, è una  pianta erbacea della famiglia delle Poacee, diffusa nelle zone temperate.
Esistono la segale invernale e la segale estiva. Nell'Europa centrale viene coltivata quasi esclusivamente la segale invernale, che può sfruttare meglio l'umidità invernale e resiste meglio a un'eventuale siccità primaverile, dando un raccolto migliore. La segale estiva viene coltivata solo in regioni con pericolo di gelate tardive e in posizioni montuose esposte. Viene seminata in settembre/ottobre e raccolta in primavera. La segale si adatta meglio del grano ai climi asciutti e ventilati.

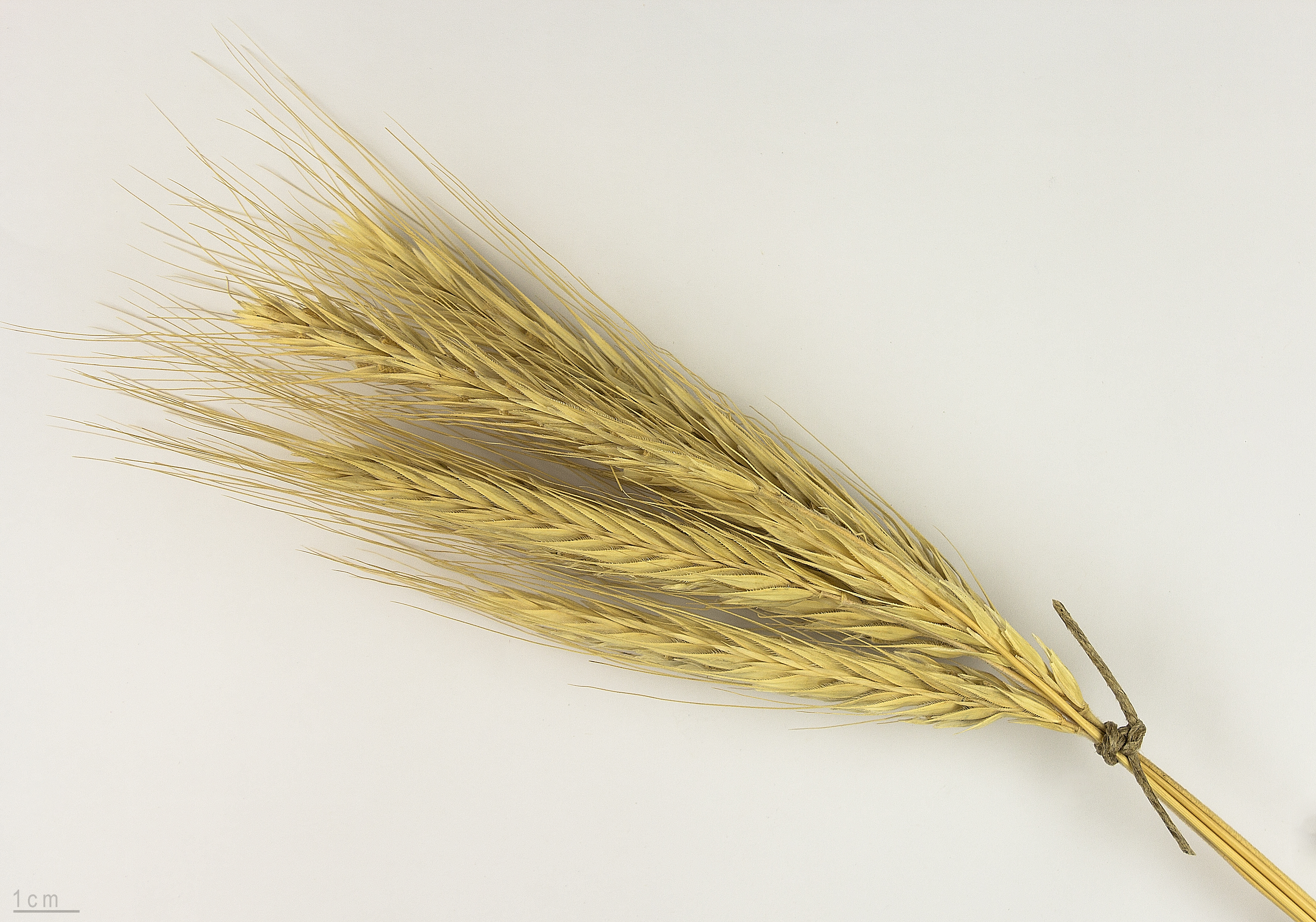
Secale cereale

## Storia
È uno dei cereali classici dell'antichità. Si suppone che la sua origine risalga a 2 000-3 000 anni fa nei campi di grano dell'Asia minore dove cresceva inizialmente come erbaccia e dove era diffusa in coltivazioni miste.

## Usi
La segale viene usata soprattutto in Europa centrale e orientale e in Scandinavia per produrre il pane di segale.
In Germania la segale viene impiegata soprattutto come mangime nel nutrimento degli animali e come cereale per pane. Qui nel 2004 si sono raccolte 3,9 milioni di tonnellate di segale su una superficie totale di 635 000 ettari. Da queste si sono prodotte 706 000 tonnellate di farina per sola produzione di pane. Tuttavia dal biennio 2004/05 la segale viene coltivata anche come elemento fondamentale per la produzione del bioetanolo da usarsi come carburante. La segale viene utilizzata anche per produrre alcol per liquori. Nei paesi dov'è una coltivazione primaria, la segale è la materia prima per eccellenza della produzione di vodka (regioni est europee), e di Kornbrand in Germania settentrionale.

## Proprietà di cottura

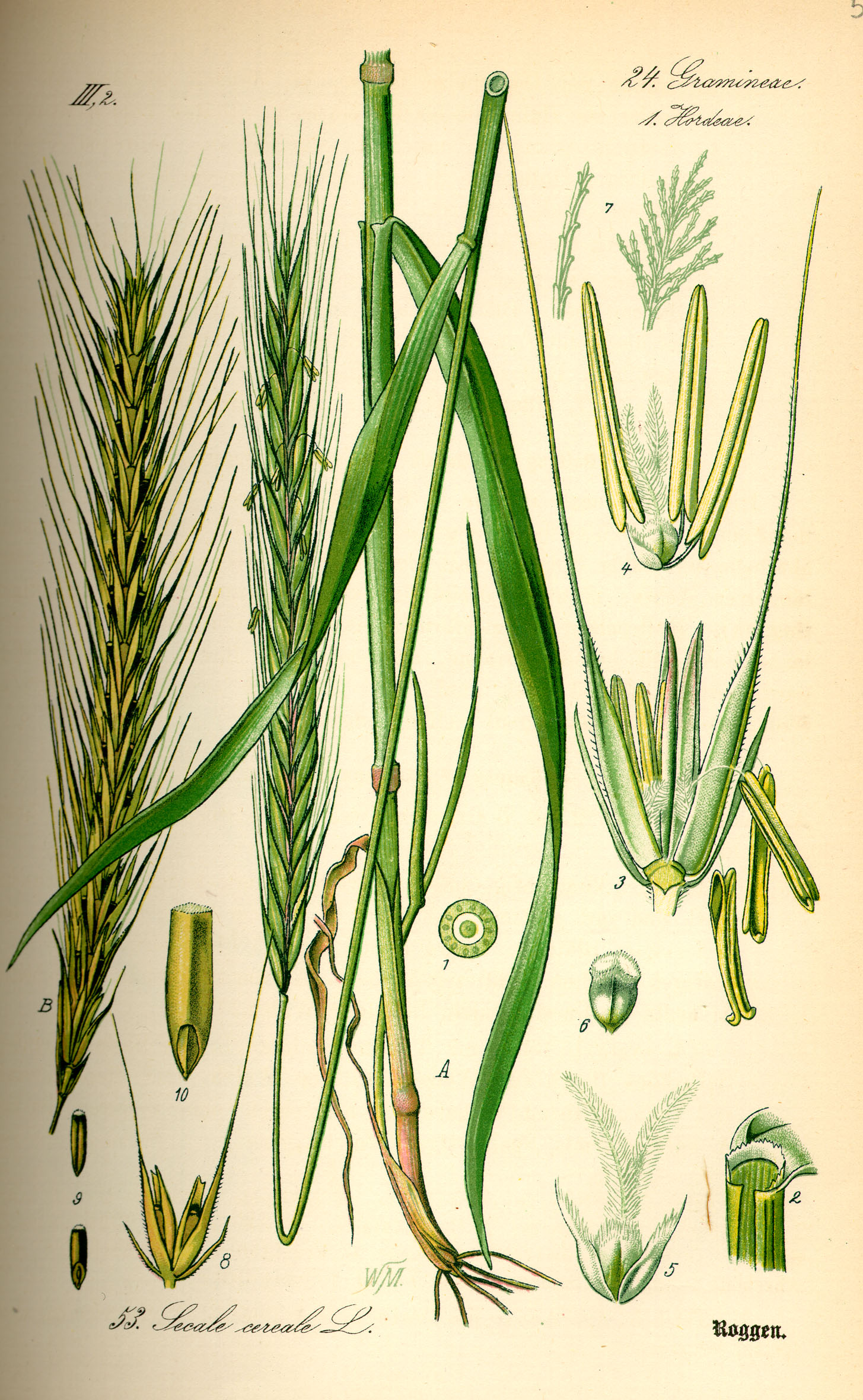
Illustrazione di S. cereale

Le proprietà di cottura della farina di segale sono sostanzialmente diverse da quelle della farina di grano. Questo dipende principalmente dal fatto che nella pasta di segale le molecole di glutine, una proteina collosa, non possono costruire alcuna struttura collante per il trattenimento dei gas a causa della presenza di pentosani (sostanze viscose). Queste sostanze viscose svolgono nella segale la stessa funzione del glutine nel grano. Sono importanti per legare e mantenere l'acqua durante la preparazione della pasta e nel processo di cottura. I prodotti da forno a base di segale si distinguono da quelli a base di grano per la pasta più scura, dura e aromatica. Il pane di segale è costituito principalmente da amido gelificato; la sua mollìca è più fitta e contiene meno pori, pertanto è meno aerata rispetto al pane di frumento.
Spesso si producono con la farina di segale il pane multicereali e il pane integrale. In anni di raccolti umidi spesso sussiste il rischio della maturazione precoce dei chicchi sullo stelo. Durante questo processo vengono prodotte le amilasi, enzimi che distruggono l'amido. Per ottenere comunque prodotti vendibili sul mercato le paste di farina di segale devono essere acidificate, cioè devono essere sottoposte all'aggiunta di pasta acida.

## Fisiologia
Il contenuto particolarmente elevato di lisina fa della segale un importante componente di un'alimentazione equilibrata.
La segale è interessante nell'alimentazione umana soprattutto per i cosiddetti pentosani sia dal punto di vista della fisiologia dell'alimentazione sia per quanto riguarda la tecnica di cottura. Secondo diverse ricerche parzialmente contraddittorie, i pentosani e la conseguentemente maggiore durata di permanenza del bolo alimentare nell'apparato digerente dovrebbero avere un effetto anticancerogeno.

## Elementi contenuti
- Acqua                      9,30%
- Proteine                   9,40%
- Grassi              2,50%
- Carboidrati               55,10%
- Fibra alimentare          19,70%
- Minerali                   2,00%

Valori ogni 100 g:
336 chilocalorie 336, 1 400 kJ
- Minerali
  - Calcio       33,000 mg
  - Ferro         2,670 mg
  - Magnesio    121,000 mg
  - Fosforo     374,000 mg
  - Potassio    264,000 mg
  - Sodio         6,000 mg
  - Zinco         3,730 mg
  - Rame          0,450 mg
  - Manganese     2,680 mg
  - Selenio       0,035 mg
- Vitamine
  - Tiamina           0,316 mg
  - Riboflavina       0,251 mg
  - Niacina           4,270 mg
  - Acidi pantotenici 1,456 mg
  - Vitamina B6       0,294 mg
  - Acidi Folici      0,060 mg
  - Vitamina E        1,870 mg
  - α-tocoferolo      1,280 mg
- Aminoacidi
  - Triptofano    0,154 g
  - Treonina      0,532 g
  - Isoleucina    0,549 g
  - Leucina       0,980 g
  - Lisina        0,605 g
  - Metionina     0,248 g
  - Cisteina      0,329 g
  - Fenilalanina  0,674 g
  - Tirosina      0,339 g
  - Valina        0,747 g
  - Arginina      0,813 g
  - Istidina      0,367 g
  - Alanina       0,711 g
  - Aspartato     1,177 g
  - Glutammato    3,661 g
  - Glicina       0,701 g
  - Prolina       1,491 g
  - Serina        0,681 g

La composizione della segale oscilla, a seconda della sua natura, sia in base alle condizioni ambientali (terreno, clima) sia alle tecniche di coltivazione (concimazione, protezione della pianta).
In questo contesto è di interesse un esperimento scientifico su tempi lunghi condotto presso l'Università Martin Lutero di Halle an der Saale, Germania. Nella facoltà di agraria locale si coltiva ormai ininterrottamente da 120 anni segale senza concime. Da decenni le parcelle coltivate senza concimazione producono circa una tonnellata e mezza di segale per ettaro, cioè circa la metà del raccolto che potrebbe raggiungere concimando "in modo tradizionale", anche se al terreno vengono sottratti anno dopo anno parti non trascurabili di nutrienti: potassio, fosforo e azoto. Sono pubblicati documenti in merito con il titolo di "Tentativo di concimazione a lunga durata" ("coltivazione perenne della segale"). La resa di circa tre tonnellate per ettaro con "concimazione tradizionale" era un'aspettativa di raccolto di parecchi anni fa; oggi la normalità, con somministrazioni bilanciate, è di circa 7-8 tonnellate per ettaro. Non sono qui citate le modalità di coltivazione "senza concime", se alternate con periodi di "riposo" (stand by) o con erbacee non concimate.
La triticale, un ibrido relativamente recente di grano e segale, unisce le proprietà di entrambe le specie.

## I più grandi produttori di segale
Nel 2004 secondo la FAO sono state raccolte nel mondo 19,5 milioni di tonnellate di segale. La seguente tabella riporta i dieci più grandi produttori di segale nel mondo: 
| I più grandi produttori di segale nel mondo (2018) |             |                       |
| Rank                                               | Paese       | Quantità (in 1 000 t) |
| 1                                                  | Germania    | 2 201                 |
| 2                                                  | Polonia     | 2 166                 |
| 3                                                  | Russia      | 1 916                 |
| 4                                                  | Cina        | 1 044                 |
| 5                                                  | Bielorussia | 723                   |
| 6                                                  | Danimarca   | 482                   |
| 7                                                  | Ucraina     | 393                   |
| 8                                                  | Spagna      | 388                   |
| 9                                                  | Turchia     | 320                   |
| 10                                                 | Canada      | 236                   |
|                                                    | Globale     | 11.273                |
| Fonte: Handelsblatt Die Welt in Zahlen (2018)      |             |                       |

## Avversità
La segale è molto resistente al clima umido e freddo. Può essere infestata dalla Claviceps purpurea, un parassita fungino che produce sulla segale la cosiddetta Segale cornuta e che talvolta colpisce anche il grano, specialmente quello duro. La Claviceps dà luogo a uncini cornei duri di colore bruno violetto detti "sclerozi" (indurimenti). Queste formazioni, che derivano dall'infestazione e distruzione degli ovari nella spiga in fioritura, poi permangono nella spiga matura. Gli sclerozi contengono composti alcaloidi che sono molto tossici per l'uomo, per cui vi è un limite legale di tolleranza, non superabile, di sclerozi nella massa di granella.

## Tassonomia
Sono stati riportati i seguenti sinonimi:
- Secale aestivum Uspenski
- Secale ancestrale (Zhuk.) Zhuk.
- Secale ancestrale var. aidinum
- Secale ancestrale var. arenosum
- Secale ancestrale var. karaburun
- Secale ancestrale var. spontaneum
- Secale arundinaceum Trautv.
- Secale cereale subsp. ancestrale
- Secale cereale var. ancestrale
- Secale cereale f. brevispicatum
- Secale cereale subsp. indo-europaeum
- Secale cereale f. montaniforme
- Secale cereale subsp. rigidum
- Secale cereale var. spontaneum
- Secale cereale subsp. tetraploidum
- Secale cereale subsp. tsitsinii
- Secale cereale var. vernum
- Secale compositum Poir.
- Secale creticum Sieber ex Kunth
- Secale hybernum Poir.
- Secale spontaneum Fisch. ex Steud.
- Secale strictum C.Presl
- Secale triflorum P.Beauv.
- Secale turkestanicum Bensin
- Secale vernum Poir.
- Triticum cereale (L.) Salisb.
- Triticum cereale f. brevispicatum
- Triticum cereale var. montaniforme
- Triticum ramosum Weigel
- Triticum secale Link